# Trnje
Trnje je zagrebačko naselje (kvart) i gradska četvrt u samoupravnom ustrojstvu Grada Zagreba. Nalazi se južno od gradskog centra, između željezničke pruge i rijeke Save.
Naziv gradske četvrti Trnje dolazi od starog prigradskog naselja Trnja koje se nalazilo uz današnju Trnjansku cestu.
Po podacima iz 2011. površina gradske četvrti je 7,37 km2, a broj stanovnika 42 282.

## Zemljopisne osobine
Područje Trnja izrazito je nizinsko, u geološkom smislu dio je šire naplavne ravnice uz lijevu (sjevernu) obalu Save, a danas je gotovo u cijelosti urbanizirano, uz još uvijek vidljive rezidue (nekad prevladavajuće) ruralne i neplanske gradnje. Prije konačne regulacije toka Save i izgradnje nasipa, južni dijelovi Trnja bili su izloženi čestim poplavama te su stoga i urbanizirani relativno kasno, tek u drugoj polovici 20. stoljeća. Na području Trnjanske Savice, današnje je visoko-urbanizirano stambeno naselje dijelom podignuto upravo na nekadašnjem savskom koritu i riječnim rukavcima.
Urbanizacijom je ranije, u prvoj polovici 20. stoljeća, zahvaćen prostor između željezničkog nasipa i Varaždinske ceste, danas Ulice Grada Vukovara. U to vrijeme (1931.) na pravcu današnje Držićeve avenije zatrpan je Gradski odvodni kanal na koji i danas podsjeća naziv nekadašnje mjesne zajednice, a današnjeg mjesnog odbora Kanal.

## Administrativna podjela
Gradska četvrt Trnje danas obuhvaća dio Zagreba južno od željezničke pruge, između Savske i Heinzelove (nekadašnja općina Trnje se prostirala na istok samo do Držićeve avenije), a sjeverno od Save. Na području Gradske četvrti Trnje osnovano je 13 mjesnih odbora: Cvjetnica, Cvjetno naselje, Kanal, "Marin Držić", Martinovka, Miramare, Savski kuti, Sigečica, Staro Trnje, Trnjanska Savica, Trnje, Veslačko naselje i Vrbik.
Administrativna podjela ne prati u potpunosti tradicionalnu podjelu na Trnje (Staro Trnje), Vrbik, Martinovku, Kruge, Cvjetno naselje, Savicu, Sigečicu i Kanal, koja korijene ima u nekadašnjim radničkim naseljima i još starijim selištima između pruge i Save (opširnije u poglavlju Povijest). Središnji, najstariji dio Trnja danas je administrativno rascjepkan između mjesnih odbora Trnje, Miramare, Staro Trnje i Cvjetno naselje (istočni dio od Trnjanskih struga do Mosta slobode), mjesnom odboru Staro Trnje pridodani su novi stambeni blokovi uz Obalu trnjanskih branitelja (koji se lokalno smatraju dijelom Savice), a Kruge su pak podijeljene između mjesnih odbora Trnje i Marin Držić. 

## Vijeće gradske četvrti Trnje
- predsjednik: nije izabran
- potpredsjednik: nije izabran

Vijeće gradske četvrti Trnje ima 15 zastupnika.
| lista | lista                                                                  | nositelj liste     | glasovi | postotak | mandati |
| ----- | ---------------------------------------------------------------------- | ------------------ | ------- | -------- | ------- |
|       | Možemo! – SDP                                                          | Goran Đulić        | 8912    | 56,11 %  | 10 / 15 |
|       | HDZ – Domovinski pokret – HSU – HSS                                    | Krešimir Ugarković | 2443    | 15,38 %  | 2 / 15  |
|       | Zagreb United                                                          | Ankica Pižić       | 1192    | 7,50 %   | 1 / 15  |
|       | NL Pavle Kalinić – Stranka umirovljenika – Umirovljenici zajedno – ZDS | Pero Kovačević     | 1091    | 6,86 %   | 1 / 15  |
|       | Jedino Hrvatska! – Domino – Hrvatski suverenisti – Blok za Hrvatsku    | Slavica Skoko      | 1088    | 6,85 %   | 1 / 15  |
|       | Most – HSP                                                             | Lovro Marković     | 640     | 4,02 %   | 0 / 15  |
|       | Blok umirovljenici zajedno – Plavi grad                                | Rudolf Pristovnik  | 517     | 3,25 %   | 0 / 15  |

## Promet
Najznačajniji objekti prometne infrastrukture na području Trnja su Autobusni kolodvor Zagreb, Most slobode, Most mladosti i Novi željeznički most.
Kroz Trnje prolaze neke od najprometnijih zagrebačkih ulica – Ulica Grada Vukovara, Slavonska avenija i Avenija Marina Držića.
Trnje je danas dobro povezano sa zapadnim, istočnim i južnim dijelovima Zagreba do kojih vode prometnice velike protočnosti, opremljene tramvajskim i/ili autobusnim linijama. S druge strane, Trnje je od užeg gradskog centra gotovo u potpunosti odijeljeno nasipom željezničke pruge te u tom smjeru postoji samo jedan kolni prilaz - željeznički podvožnjak (iz 1913.) koji spaja Miramarsku i Kumičićevu te dva željeznička pothodnika, na spoju Koturaške i Runjaninove (iz 1913.) i ispod Glavnog kolodvora (iz 1974.).
Znakovito je da većina starih trnjanskih prometnica i danas nosi naziv "cesta" a ne "ulica" (tako Trnjanska cesta, Paromlinska cesta, Strojarska cesta, Koturaška cesta, Miramarska cesta, Cvjetna cesta), što svjedoči o činjenici da te ulice izvorno, u doba kad su nastale, nisu bile u sastavu grada. Na Trnju se stoga i danas običava govoriti da se tek prelaskom željezničke pruge prema sjeveru ulazi "u grad".

## Gospodarstvo
Na Trnju se nalaze sjedišta nekoliko značajnih državnih poduzeća, kao što su Hrvatska Elektroprivreda, Hrvatska Lutrija, Fina i Hrvatske vode i javnih ustanova kao što je Hrvatska radiotelevizija, sjedišta i pogoni Gradske plinare Zagreb i Vodoopskrbe i odvodnje te sjedišta i poslovni prostori velikih privatnih poduzeća kao što je Privredna banka Zagreb i Hrvatski Telekom.

## Industrijska baština
U ne tako davnoj prošlosti, gospodarstvo, izgled i demografija Trnja bili su u velikoj mjeri obilježeni industrijom i željeznicom, o čemu svjedoče brojni, danas uglavnom zapušteni industrijski i željeznički objekti.
Industrijsko naslijeđe Trnja prije svega predstavljaju kompleks Paromlin (izvorno Kraljevski povlašteni zagrebački parni i umjetni mlin iz 1863., proširen 1906. i 1908.) na uglu Koturaške i Trnjanske ceste te Gradska klaonica (izvorno Gradska klaonica i stočna tržnica iz 1931.) u Heinzelovoj ulici, koji se ubrajaju među najvažnije zagrebačke spomenike industrijske arhitekture. U istom kontekstu ističu se radionice tvornice željezničkih vozila TŽV Gredelj (izvorno Strojarske radionice Ugarske kraljevske državne željeznice iz 1893.), pogoni Gradske plinare (iz 1911.) i kemijske industrije Chromos i Katran (izvorno tvornički sklopovi Hrvatske industrije katrana iz 1913. i Tvornice laka Moster iz 1920.) na Radničkoj cesti, proizvodna hala i probni toranj Tvornice električnih žarulja (iz 1947., proširena 1953.) na Sigečici te tvornica procesne opreme Jedinstvo (iz 1946.) uz Trnjanski nasip.

## Obrazovanje i kultura
Na području Trnja djeluje veći broj fakulteta i drugih visokoškolskih ustanova, među ostalima Fakultet elektrotehnike i računarstva, Fakultet strojarstva i brodogradnje, Filozofski fakultet, Učiteljski fakultet, Pučko otvoreno učilište Zagreb i Tehničko veleučilište u Zagrebu.
Od srednjoškolskih ustanova izdvajaju se XI. gimnazija, Strojarska tehnička škola Fausta Vrančića, Industrijska strojarska škola i Prirodoslovna škola Vladimira Preloga.
Najznačajnije kulturne ustanove su Nacionalna i sveučilišna knjižnica i Koncertna dvorana Vatroslava Lisinskog. Na prostoru TŽV Gredelj (ulaz s Vukovarske) djeluje Hrvatski željeznički muzej.

## Povijest
Arheološki nalazi govore u prilog naseljavanja na području Trnja još u davna vremena. Na Krugama je 1911. godine otkopano avarsko-slavensko groblje s prijelaza iz 7. u 8. stoljeće (četiri groba s ljudskim ostacima i oružjem), na križanju Savske ceste i Ulice Grada Vukovara je 1939. godine pronađen grob iz rimskog doba, a 1940. godine pri iskopavanju temelja župne crkve Krista Kralja u Trnju, pronađena je sjekira iz predrimskog doba.
Trnje se kao naseljeno mjesto u pisanim izvorima prvi put izrijekom spominje 1242. godine u Zlatnoj buli, gdje se navodi da je veći dio toga prostora pripao Gradecu. Tu se spominju i skela Kraljev brod te Velika cesta (Via magna) koja je preko Trnja i Save vodila u Turopolje. Na početku 17. stoljeća Trnje se spominje kao najveće među prigradskim kmetskim selima, gdje je tada živjelo 17 obitelji kmetova grofa Oršića, koje je preuzeo grof Kulmer. U prvoj polovici 19. stoljeća na Trnju je zabilježena isključivo ruralna gradnja i način života, uz manji porast broja stanovnika, sa 112 (1801.) na 152 (1853.). Do značajnijeg porasta dolazi tek po ukidanju kmetstva i formiranja Zagreba kao jedinstvene upravne cjeline (1850.), tako da 1866. godine broj stanovnika raste na 264, a u  popisu iz 1900. godine dostiže 1041.
Od druge polovice 19. stolječa život i rad Trnjana sve je više vezan uz željeznicu i industriju. Početci industrijalizacije sežu u 1863. godinu kada su izgrađena prvobitna postrojenja Paromlina. Dovršetkom željezničke pruge Budimpešta – Zagreb (1870.) presječene su sve prometnice koje su Trnje povezivale s gradom, a Regulacijskom osnovom iz 1889. godine čitavo područje Trnja određeno je "za industrijsku, trgovačku namjenu sa skladišnim prostorima uz mogućnost podizanja radničkih naselja, gdje može biti izvedena prizemna gradnja s tek mogućom dogradnjom prvoga kata". Na toj osnovi, južno od Glavnog kolodvora podignuti su Strojarske radionice Ugarske kraljevske državne željeznice (1893., kasnije Gredelj) i Strojarničko naselje (1898., zgrade za smještaj željezničkih i strojarskih radnika), što je predstavljalo prvu plansku stanogradnju u Zagrebu. Do I. početka svjetskog rata izgrađeni su i Zagrebačka tvornica papira (1893.), Tvornica tekstila (1905., kasnije Pobjeda), novi sklopovi u Paromlinu (proširenja 1906. i 1908.), Gradska plinara (1910.), Hrvatska industrija katrana (1913., kasnije Katran) te brojni manji privatni industrijsko-prerađivački pogoni. Godine 1913. na Trnju je popisano 8017 stanovnika, uglavnom doseljenika iz šire okolice Zagreba.
Nakon I. svjetskog rata, u drugom valu industrijalizacije, na Trnju su izgrađeni Tvornica laka i boja Moster (1920., kasnije Chromos), Prva hrvatska tvornica konzerva Hortus (1924.), Tvornica turpija Faber i sin (1925., kasnije Jugorapid), Prva hrvatska tvornica elektroindustrije Paspa i sinovi (1928., kasnije Croatia), Tvornica čarapa Silk (1929., kasnije Jadran) te Gradska klaonica i stočna tržnica (1931.). Intenzivnu industrijalizaciju pratio je značajan porast broja stanovnika i bespravne gradnje, koja je zabranjena tek 1928. Prema podacima gradskih službi za 1930., na prostoru Trnja (tada kotari Zavrtnica, Sigečica, Trnje i Vrbik) evidentirano je 2017 legalnih i više od 4000 bespravno izgrađenih objekata, pretežito manjih obiteljskih prizemnica, a 1931. popisano je već 26 099 stanovnika, pri čemu većinu doseljenika čine "siromašniji turopoljski seljaci ili oni iz sjeverne Hrvatske", Trnje tako postaje izrazito radničko naselje, prometno izolirano od grada, s nepravilnim, neobilježenim uličicama i gotovo bez ikakve komunalne infrastrukture.
 

O uvjetima života na Trnju toga doba, Miroslav Krleža je 1926. napisao sljedeće: 
Dođite, molim Vas, sa mnom prijeko na drugu stranu kolodvora, iza Podvožnjaka, ni dve stotine metara od gradskog centra, slika je obratna: petrolejke, blato do zgloba, prizemnice s provincijalnim plotom, vrtovi s makom i grahom kudravi psi bez marke, štale. Bez građevnog reda, bez plana, sve kuće s vlažnom horizontalom vodene razine od poplave. Race po mlakama, otvoreni zahodi, smrad, malarija. Sve sivo, sve gadno, sve antipatično. Sve: balkanska tužna provincija, gdje ljudi stanuju na smeću.
U pogledu planirane stanogradnje, u Zagrebu je za mandata Vjekoslava Heinzela izgrađeno petnaestak manjih stambenih naselja, prvenstveno za stanovništvo skromne ili nikakve platežne moći. Od toga, na području Trnja izgrađeni su Mali stanovi i Gradske kuće na Kanalu (tzv. provizorni stanovi za deložirane, 1922. – 1925.), te Plinarsko naselje (tzv. provizorni stanovi za radnike gradske plinare, 1927.). Prvi primjer kvalitetnije stanogradnje u međuratnom razdoblju je pak Cvjetno naselje, gdje je 1939. g. započela gradnja obiteljskih katnica za gradske činovnike prema projektu arhitekta Vlade Antolića. Pored toga, 1920-tih su južno od "tvorničkog pojasa" uz prugu otvoreni i prvi sportski tereni i to Igralište Građanskog između Koranske i Kupske (danas je na tom mjestu sjedište HEP-a), Igralište Viktorije i Željezničara između Miramarske i Zelinske te Mototrkalište Miramare između Krčke i Čazmanske (danas je tamo OŠ Davorina Trstenjaka).
Usprkos tim pokušajima planskog uređenja, na području Trnja je u osvit II. svjetskog rata evidentirano više od 6000 bespravno izgrađenih kuća, a zbog nedovoljnih ulaganja u izgradnju nasipa, južni dijelovi Trnja poplavljivani su 1923., 1925., 1930.,1933. i 1936. godine. O prevladavajućem načinu gradnje i uvjetima stanovanja na Trnju 1930-ih godina govori i navod iz tadašnjeg tiska prema kojem su "sve kuće građene bez ikakvog higijenskog standarda, uglavnom niske, građene od drveta oblijepljenog zemljom. Većina se sastoji od jedne prostorije koja je ujedno kuhinja i spavaća soba, a u jednoj takvoj sobi stanuje po 10 do 12 bez obzira na dob i spol. Ne postoji kanalizacija, a blizina Save predstavlja problem radi poplava, pljesnivoće i velike vlage.".
U prvim desetljećima nakon II. svjetskog rata dolazi do naglog širenja grada i intenzivne urbanizacije južno od Save, uslijed čega se Trnje, umjesto na rubu, našlo u geografskom središtu grada. Usprkos tome, pokušaji urbanizacije bili su uglavnom parcijalni, a veći dio trnjanskih naselja još je dugo zadržalo obilježja radničke periferije, bez asfalta, vodovoda i kanalizacije. U prvim poslijeratnim godinama izgrađene su tvornica Jedinstvo TPO na Trnjanskom nasipu (1946.) i Tvornica električnih žarulja na Sigečici (1947., proširena 1953.). Do opsežnijeg planskog uređenja dolazi tek za mandata Većeslava Holjevca (gradonačelnik, 1952.-1963.), kada je prema urbanističkom planu iz 1953. proširena i uređena Ulica Grada Vukovara, izgrađen je Most slobode te prvo zagrebačko naselje montažnih stambenih dvokatnica, tzv. Nove Kruge na istoku Staroga Trnja (1958.-1961.). Na istoj urbanističkoj osnovi tijekom 1960-ih izgrađen je veći broj tipskih stambenih zgrada, ali i kapitalnih objekata kao što su Fakultet strojarstva i brodogradnje, Filozofski fakultet, Radničko sveučilište, Gradsko poglavarstvo, Kockica, Palača pravde i Komunalna banka (kasnije zgrada Zabe) te je započeta gradnja Koncertne dvorane Vatroslav Lisinski i Vjesnikovog nebodera s pratećim tehnološkim pogonom i tiskarom.
U katastrofalnoj poplavi koja je pogodila Zagreb 1964. godine, Sava se izlila sve do Slavonske avenije, a tisuće Trnjana ostalo je bez krova nad glavom. Uz ljudske žrtave i veliku materijalnu štetu, poplava je osjetno usporila stanogradnju i razvoj komunalne infrastrukture, dok se izgradnja pojedinačnih kapitalnih objekata, nešto sporijim tempom, nastavila gradnjom Mosta mladosti (1974.), Zagrepčanke (1970.-1976.), Doma Radiotelevizije (1977.-1985.), novog Autobusnog kolodvora (1986.-1987.) i nove zgrade Nacionalne i sveučilišne knjižnice (1988.-1995.).
Veliki broj Trnjana sudjelovao je u Domovinskom ratu, pretežito u sastavu 148. brigade Hrvatske vojske.

## Poznati Trnjani
- Stjepan Bobek, hrvatski nogometaš, reprezentativac i trener, igrač Građanskog i Partizana
- Snješko Cerin, hrvatski nogometaš, igrač Trnja i Dinama
- Drago Diklić, hrvatski glazbenik, skladatelj i kantautor
- Vladimir Firm, hrvatski nogometaš, reprezentativac i trener, igrač Lokomotive i Partizana
- Đurđa Fočić-Šourek, hrvatska atletičarka i olimpijka
- Drago Mlinarec, hrvatski glazbenik, tekstopisac i skladatelj
- Žarko Potočnjak, hrvatski glumac, glumio u 25 igranih filmova i 30ak tv-serija
- Ivan Prebeg, hrvatski boksač, prvi Hrvat koji je osvojio profesionalni naslov europskog prvaka (EBU)
- Željko Smolek, hrvatski nogometaš i trener, igrač NK Zagreb
- Ana Štefok, hrvatska pjevačica zabavne glazbe
- Dragutin Šurbek, hrvatski stolnotenisač i trener, višestruki svjetski i europski prvak u parovima te pojedinačni prvak Europe

## Šport
- Nogometni klub Trnje
- Nogometni klub ZET Zagreb
- Veslački klub Croatia Zagreb
- Društvo za športsku rekreaciju Trnje

## Znamenitosti
Među kulturnim znamenitostima na Trnju istiću se Koncertna dvorana Vatroslava Lisinskog i Nacionalna i sveučilišna knjižnica. 
Među parkovnom arhitekturom i spomenicima istiću se Trnjanske Fontane u Ulici Hrvatske bratske zajednice te  Spomenik domovini, Spomenik Franji Tuđmanu i Spomenik Većeslavu Holjevcu.
Na Trnju se nalaze tri najviša zagrebačka poslovna nebodera, Zagrepčanka (visina 95 m, 27 katova, iz 1976), Eurotower (visina 96 m, 26 katova, iz 2006.) i Poslovni centar Strojarska (visina 96,15 m, 25 katova, iz 2015.).

### Crkve
- Crkva Svete Obitelji
- Župa blaženog Alojzija Stepinca na Savici
- Crkva Svete Terezije od Djeteta Isusa na Miramarskoj cesti
- Crkva Krista Kralja na Krugama
- Kapela blažene Hozane na Krugama

## Vanjske poveznice
- Službene stranice grada Zagreba
- Službena web stranica Gradske četvrti